# 남극 에이트켄 분지
남극 에이트켄 분지(South Pole–Aitken basin)는 달 남극에 위치한 분지이다.

## 역사
미국 천문학자 로버트 그랜트 에이트켄(Robert Grant Aitken)의 이름을 따와 에이트켄 크레이터의 이름을 지었고, 에이트켄 크레이터를 따서 남극 에이트켄 분지의 이름을 지었다.
소행성 충돌로 생긴 달 뒷면의 파인 흔적 가운데 가장 큰 것은 남극의 에이트켄 분지로서. 지름이 약 2,500km로 달 표면의 3분의 1을 뒤덮고 있다.

## 루나 아웃포스트

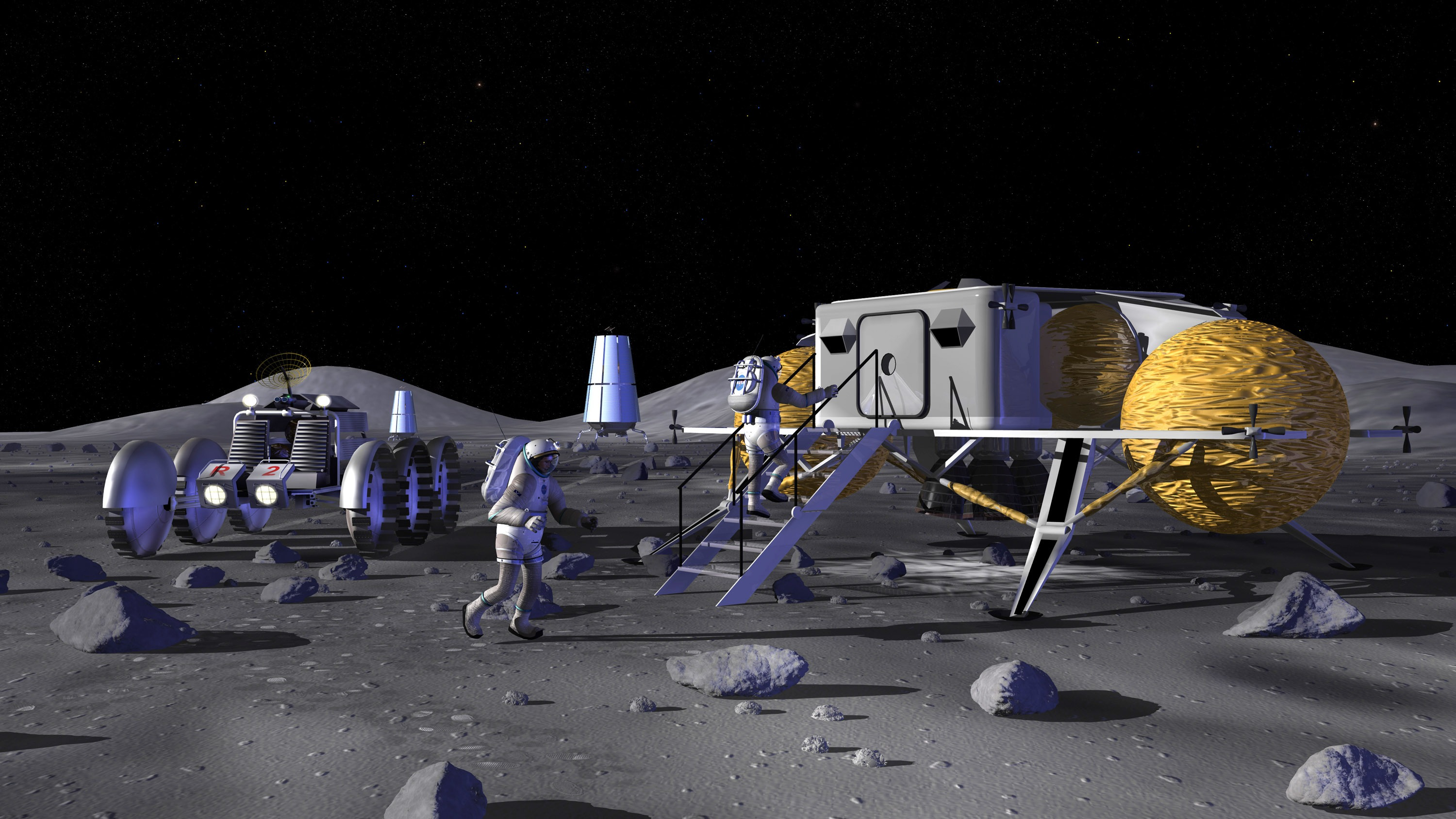
2006년 NASA의 달 전초기지 가상도

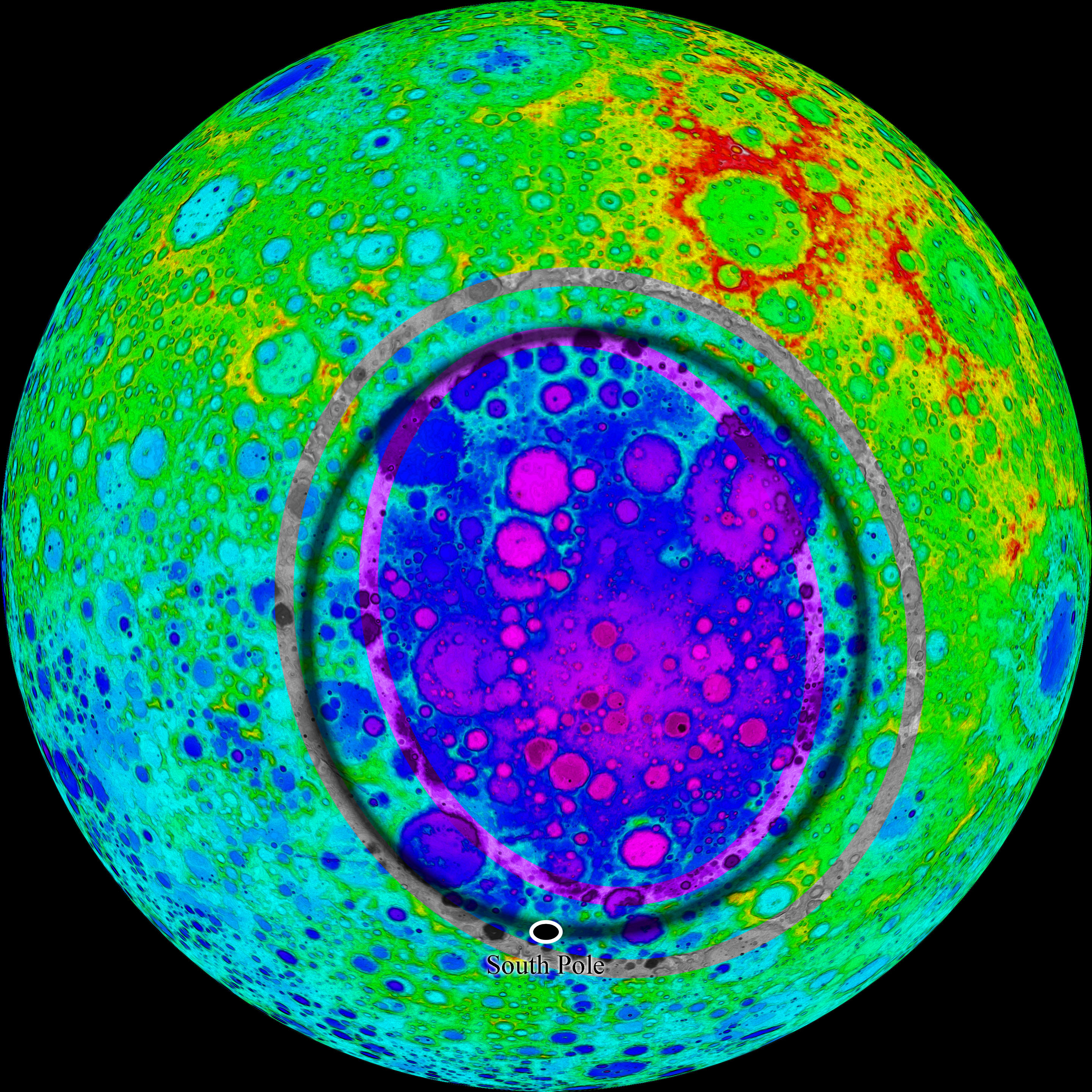
2007년 일본 가구야 달탐사 위성이 촬영한 달 남극 아이트켄 분지

2006년 12월 4일, NASA의 더그 쿠크(Doug Cooke)는 달 남극 근처 아이트켄 분지(Aitken Basin)에 루나 아웃포스트를 설치할 계획이라고 발표했다.
달에 남극에는 과거 거대한 소행성이 충돌한 흔적으로 생각되는 아이트켄 분지(Aitken Basin)가 있다. 이 거대 크레이터는 지름이 2,500 km로 태양계에서 가장 큰 크레이터 중 하나이다. 그리고 그 안에는 너비 75km, 높이 800m의 마픽 마운드가 있다.
전초기지는 아이트켄 분지의 섀클턴 크레이터에 설치될 것이다. 이곳은 하루에 75-80%의 시간동안 그늘이 지는 곳으로서, 인간이 거주하기에 적절한 환경을 갖고 있다. 영구적인 그늘의 근처에 있다. 그늘은 워싱턴의 내셔널 몰 면적인 1.25 km2(38만평) 정도이다. 어니스트 섀클턴(1874~1922) 경(Sir. Ernest Shackleton)은 영국의 대표적인 남극 탐험가다. 그 이름을 딴 크레이터다.
인도가 발사한 찬드라얀 달탐사선은 전초기지의 정확한 위치를 확정하는데 도움을 주었다. 또다른 후보지는 달 북극의 피어리 크레이터와 달 남극의 마라페트 크레이터가 고려되고 있다.
2003년 3월 달탐사 무인우주선이 보내온 자료를 통해 나사는 아이트켄 분지(Aitken Basin)에서, 사우디아라비아 전체 매장량의 1000배인 270조 배럴 유전을 발견했다. 미국이 앞으로 100년간 소비할 에너지의 양이다. 미국은 2004년 1월부터 유인탐사선을 보내 원유의 경제성을 조사할 계획이다.(후속기사 및 출처필요)
NASA는 2019년부터 2024년까지 5년 동안 달 전초기지를 건설할 계획이다. 미국 의회는 달 전초기지 이름이 "닐 A. 암스트롱 루나 아웃포스트"라고 정했다.

## 창어 4호
중국의 창어 4호가 에이트켄 분지에 착륙할 계획이다.
2018년 12월 8일 오전 3시 30분경(한국 시간) 중국 쓰촨성 시창위성발사센터에서 중국의 우주발사체 CZ-3B에 실려 발사될 것이다.

## 같이 보기
- 달분화구
- 달의 물